# エクス＝アン＝プロヴァンス郡
エクス＝アン＝プロヴァンス郡（エクス＝アン＝プロヴァンスぐん、フランス語: Arrondissement d'Aix-en-Provence）はフランス、プロヴァンス＝アルプ＝コート・ダジュール地域圏、ブーシュ＝デュ＝ローヌ県の行政区分の一つである。

## 小郡
1. エクス＝アン＝プロヴァンス＝サントル小郡
2. エクス＝アン＝プロヴァンス＝ノール＝エスト小郡
3. エクス＝アン＝プロヴァンス＝シュド＝ウェスト小郡
4. ガルダンヌ小郡
5. ランブク小郡
6. ペリッサンヌ小郡
7. レ・ペンヌ＝ミラボー小郡
8. ペロル＝アン＝プロヴァンス小郡
9. サロン＝ド＝プロヴァンス小郡
10. トレ小郡